# Bulbul à gorge grise
Arizelocichla tephrolaema
Espèce
Statut de conservation UICN

 LC  : Préoccupation mineure
Synonymes
- Andropadus tephrolaemus

Le Bulbul à gorge grise (Arizelocichla tephrolaema) est une espèce de passereaux de la famille des Pycnonotidae.

## Répartition
Cet oiseau vit à travers le Grassland (Cameroun).

## Sous-espèces
D'après Alan P. Peterson, il existe les sous-espèces suivantes :
- Arizelocichla tephrolaema bamendae Bannerman 1923
- Arizelocichla tephrolaema tephrolaemus (G.R. Gray) 1862 — mont Cameroun et Bioko

La sous-espèce A. t. kikuyuensis (Sharpe) 1891 est dorénavant considérée comme une espèce à part entière : le Bulbul kikuyu (Arizelocichla kikuyuensis).